# Piosenka młodych wioślarzy
Piosenka młodych wioślarzy – piosenka zespołu muzycznego Kult nagrana w kwietniu 1985 roku, wydana na albumie Jeszcze młodsza generacja z 1985 roku. Autorem tekstu piosenki jest Kazik Staszewski, kompozycja stanowi dzieło wspólne całego zespołu.

## Historia
Pierwszym powstałym elementem utworu była linia basowa stworzona przez Piotra Wieteskę. Sam Wieteska nie uważa się za jedynego autora kompozycji podkreślając, że utwór bez partii zagranej na instrumentach klawiszowych miałby zupełnie inny kształt. Początkowo utwór miał nosić nazwę „Venom”. Nazwę tę zaproponowano po uwadze Janusza Grudzińskiego, który stwierdził, że linia basowa pasuje do utworu heavy metalowego, podając jako przykład zespół Venom.
Kazik Staszewski przyznał, że tekst stanowi żart i nie zawiera specjalnej treści. Podczas prac nad tekstem inspirował się utworem „Preacher” Spear of Destiny. Dziennikarz muzyczny Jan Skaradziński stwierdził, że piosenka poświęcona jest profetyzmowi wśród muzyków, którzy w okresie tworzenia piosenki utrzymywali kontakt ze świadkami Jehowy. Według innej interpretacji utwór krytykuje socrealistyczną ideę pracy kolektywnej, stanowiącej nowy rodzaj niewolnictwa.
Ze względu na to, że Kult uważał się za zespół niezależny, nie chcący kolaborować z jakąkolwiek władzą, piosenka ta początkowo nie miała zostać nagrana. Decyzję zmieniono po tym, jak w toruńskim klubie muzycznym „Od Nowa” skradziono gitarę basową Ibanez, którą wypożyczał Wieteska. Aby zebrać pieniądze na zakup nowego instrumentu, zespół wysłał do Tonpressu demo z czterema utworami („Wódką”, „Berlinem”, „Konsumentem” i „Venomem”). Choć „Venom” nie był faworytem zespołu, szef Tonpressu Marek Proniewicz podjął decyzję o nagraniu tego utworu. Według innego źródła „Venom” zawierający nonsensowny tekst został jedynym utworem dopuszczonym przez cenzurę do nagrania. Utwór nagrano w kwietniu 1985 roku, jeszcze w tym samym roku ukazała się na składance Jeszcze młodsza generacja pod tytułem „Piosenka młodych wioślarzy”. W nagraniu uczestniczyli: Kazik Staszewski (śpiew, saksofon), Piotr Wieteska (gitara basowa), Janusz Grudziński (gitara), Jacek Szymoniak (instrumenty klawiszowe, kotły), Tadeusz Kisieliński (perkusja). Ze względu na to, że wytwórnia płaciła za czas nagrania, piosenkę sztucznie wydłużono z 90 sekund do ponad trzech minut, dodając na początku i końcu piosenki zaśpiew ojojoj (na końcu przeradzające się w oi oi jo). Dorzucone przez Kazika Staszewskiego jo zostało zapożyczone z gwary toruńskiej. Zapłata za nagranie piosenki pozwoliła pokryć dużą część długu za gitarę basową.
W październiku 1985 roku „Piosenka młodych wioślarzy” zajęła pierwsze miejsce na liście Rozgłośni Harcerskiej. 14 grudnia 1985 roku utwór zadebiutował na Liście przebojów Programu Trzeciego, gdzie był notowany na liście dziewięciokrotnie. Na notowaniu 198 utwór zajął 15. miejsce, co stanowi najwyższą pozycję utworu na liście.
„Piosenka młodych wioślarzy” znalazła się na reedycji albumu Posłuchaj to do ciebie z 1992 roku, a także na albumie Muj wydafca z 1994 roku. W 2006 roku prowadzony przez Piotra Wieteskę zespół Buldog nagrał album muzyczny Płyta, na którym znalazła się nowa wersja „Piosenki młodych wioślarzy”.

## Teledysk
Do utworu powstały dwa teledyski. Pierwszy wyprodukowany przez Grzegorza Płochę, zawierający przypuszczalnie nawiązania do powieści Mistrz i Małgorzata, miał zostać wyemitowany w programie Wideoteka Krzysztofa Szewczyka. Teledysk został odrzucony przez zespół. Drugi teledysk, nakręcony za zgodą Szewczyka, został wyreżyserowany przez Huberta Taczanowskiego, zdjęcia do niej wykonał Tadeusz Ciesielski. Na nagraniu widać muzyków Kultu oraz kadry z kronik z lat 50. Teledysk jest porównany z filmem Rejs.